# Kobi (Georgia)
Kobi è un villaggio georgiano.